# Distretto di Paola
Il distretto di Paola, in precedenza distretto di Amantea, fu una delle suddivisioni amministrative del Regno delle Due Sicilie, subordinate alla provincia di Calabria Citeriore, soppressa nel 1860.

## Istituzione e soppressione
Fu costituito nel 1816 a seguito dell'unione del Regno di Napoli con il Regno di Sicilia ed in sostituzione del precedente distretto di Amantea. Quest'ultimo comune fu elevato a capoluogo dell'omonimo distretto nel 1806, ma fu rimpiazzato, in seguito, dal comune di Paola. Con l'occupazione garibaldina e l'annessione al Regno di Sardegna del 1860, l'ente fu soppresso.

## Suddivisione in circondari
Il distretto era suddiviso in successivi livelli amministrativi gerarchicamente dipendenti dal precedente. Al livello immediatamente successivo,  individuiamo i circondari, che, a loro volta, erano costituiti dai comuni, l'unità di base della struttura politico-amministrativa dello Stato moderno. A questi ultimi potevano far capo i rioni, centri a carattere prevalentemente rurale. I circondari del distretto di Paola ammontavano a nove ed erano i seguenti:
- Circondario di Paola:
Paola, San Lucido
- Circondario di Fuscaldo:
Fuscaldo;
- Circondario di Cetraro:
Cetraro (con il rione Sant'Angelo), Guardia, Acquappesa (con il rione Intavolata)
- Circondario di Belvedere:
Belvedere, Bonvicino, Bonifati (con il rione Felle), Diamante, San Gineto
- Circondario di Verbicaro:
Verbicaro; Grisolia (con il rione Cipollina), Maierà (con il rione Cirella), Orsomarso
- Circondario di Scalea:
Scalea (con i rioni Aieta, San Nicola Arcella), Santa Domenica, Tortora
- Circondario di Fiumefreddo:
Fiumefreddo (con il rione San Biase), Falconara, Longobardi
- Circondario di Amantea:
Amantea, Belmonte, Lago (con il rione Laghitello), San Pietro
- Circondario di Ajello:
Ajello, Pietramala (con il rione Savuto), Serra, Terrati